# Menarola
Menarola (Menaroeula o Menaröla in dialetto chiavennasco) è una frazione del comune italiano di Gordona, in provincia di Sondrio. Conta 47 residenti.

## Storia

Vecchio stemma comunale

A seguito di un referendum svoltosi il 31 maggio 2015, la popolazione si è espressa in modo favorevole per l'incorporazione nel comune di Gordona, da cui il paese si era distaccato nel 1756 ai tempi della dominazione dei Grigioni. Il processo di fusione si è concluso con l'approvazione della legge regionale 6 novembre 2015 n.35 della Regione Lombardia.
Fino all'incorporazione nel comune di Gordona è stato il terzo comune meno popoloso della regione ed uno dei meno popolosi d'Italia.

## Geografia fisica

Territorio dell'ex comune di Menarola nella provincia di Sondrio

## Società

### Evoluzione demografica
Abitanti censiti